# Пантелеимон (Долганов)
Митрополи́т Пантелеи́мон (в миру Анатолий Иванович Долганов; 12 сентября 1941, посёлок Рудня, Сталинградская область, РСФСР, СССР) — архиерей Русской православной церкви на покое.

## Биография
В 1959 году окончил среднюю школу, затем — судостроительное училище в Волгограде по специальности сборщик-корпусник. С 1961 по 1964 год проходил службу в рядах Советской армии.
В 1965 году поступил в Московскую духовную семинарию, которую окончил в 1969 году. В том же году поступил в Московскую духовную академию, которую окончил в 1973 году со степенью кандидата богословия за сочинение по кафедре патрологии на тему «Духовный образ святого апостола Павла по творениям святителя Иоанна Златоуста».
26 декабря 1969 года наместником Троице-Сергиевой лавры архимандритом Платоном (Лобанковым) пострижен в монашество с наречением имени в честь святого великомученика Пантелеимона.
14 января 1970 года рукоположён во иеродиакона архиепископом Сергием (Голубцовым).
В 1971—1976 годах нёс послушание келейника патриарха Пимена.
2 апреля 1972 года рукоположён во иеромонаха патриархом Московским и всея Руси Пименом.
В 1974 году был возведён в сан игумена.
16 февраля 1976 года назначен членом Русской духовной миссии в Иерусалиме.
16 июля 1982 года назначен начальником Русской духовной миссии в Иерусалиме с возведением в сан архимандрита.
С 1 августа 1986 по май 1987 года был наместником возрождавшегося московского Данилова монастыря.

### Архиерейство
17 мая 1987 года был хиротонисан во епископа Архангельского и Мурманского. Хиротонию совершили патриарх Московский и всея Руси Пимен, митрополит Одесский и Херсонский Сергий (Петров), митрополит Минский и Белорусский Филарет (Вахромеев), митрополит Ростовский и Новочеркасский Владимир (Сабодан), митрополит Сурожский Антоний (Блум), митрополит Волоколамский и Юрьевский Питирим (Нечаев), архиепископ Зарайский Иов (Тывонюк), архиепископ Воронежский и Липецкий Мефодий (Немцов), епископ Кировский и Слободской Хрисанф (Чепиль) и епископ Алма-Атинский и Казахстанский Евсевий (Саввин).
27 декабря 1995 года определением Священного синода назначен епископом Ростовским и Новочеркасским.
23 февраля 1996 году возведён в сан архиепископа.
В июне 1997 года принимал участие в составе официальной делегации Московского патриархата в торжествах на Святой земле, посвященных 150-летию Русской духовной миссии в Иерусалиме.
Решением Священного синода от 6 октября 2010 года назначен ректором Донской духовной семинарии.
27 июля 2011 года назначен архиепископом Ярославским и Ростовским.
11 сентября 2011 года в Свято-Троицком соборе в Щёлкове Патриархом Кириллом возведён в сан митрополита в связи с 70-летием со дня рождения.
5 октября 2011 года решением Священного синода освобождён от должности ректора Донской духовной семинарии и назначен ректором Ярославской духовной семинарии.
15 марта 2012 года Священный синод выделил из Ярославской епархии Рыбинскую, при этом обе епархии вошли в новообразованную Ярославскую митрополию, которую возглавил митрополит Пантелеимон.
26 декабря 2019 года Священный синод Русской православной церкви удовлетворил прошение митрополита Пантелеимона о почислении на покой. Местом пребывания на покое определён город Ярославль с материальным содержанием от Ярославского епархиального управления.

## Награды
Церковные:
- Орден святого благоверного князя Даниила Московского II степени
- Орден преподобного Сергия Радонежского II и III степени
- Орден святого преподобного Серафима Саровского II степени (14 января 2010)[9]
- Орден Святого Креста (Иерусалимская православная церковь)
- Орден святого преподобного Серафима Саровского I степени (2016)[10]

Государственные:
- Орден Дружбы (6 сентября 1999) — за большой вклад в социально-экономическое развитие города Ростова-на-Дону и в связи с его 250-летием[11]
- Орден Почёта (24 сентября 2007) — за заслуги в развитии духовной культуры и укрепление дружбы между народами[12]
- Орден Александра Невского (26 октября 2016) — за большой вклад в развитие духовных и культурных связей, активную просветительскую деятельность[13].

Ведомственные:
- Благодарность Министра культуры и массовых коммуникаций Российской Федерации (19 мая 2005) — за  значительный вклад в организацию и проведение Фестиваля духовной культуры в городе Ростове-на-Дону[14].

## Публикации
- Праздничные дни в Русской Духовной Миссии в Иерусалиме // Журнал Московской Патриархии. 1978. — № 5. — C. 19-22.
- Воспоминание евангельского события в Горненской обители // Журнал Московской Патриархии. 1978. — № 10. — C. 10.
- Осенние праздники во Святой Земле // Журнал Московской Патриархии. 1979. — № 3. — C. 8-9.